# Maria Hemelvaartkerk (Eede)

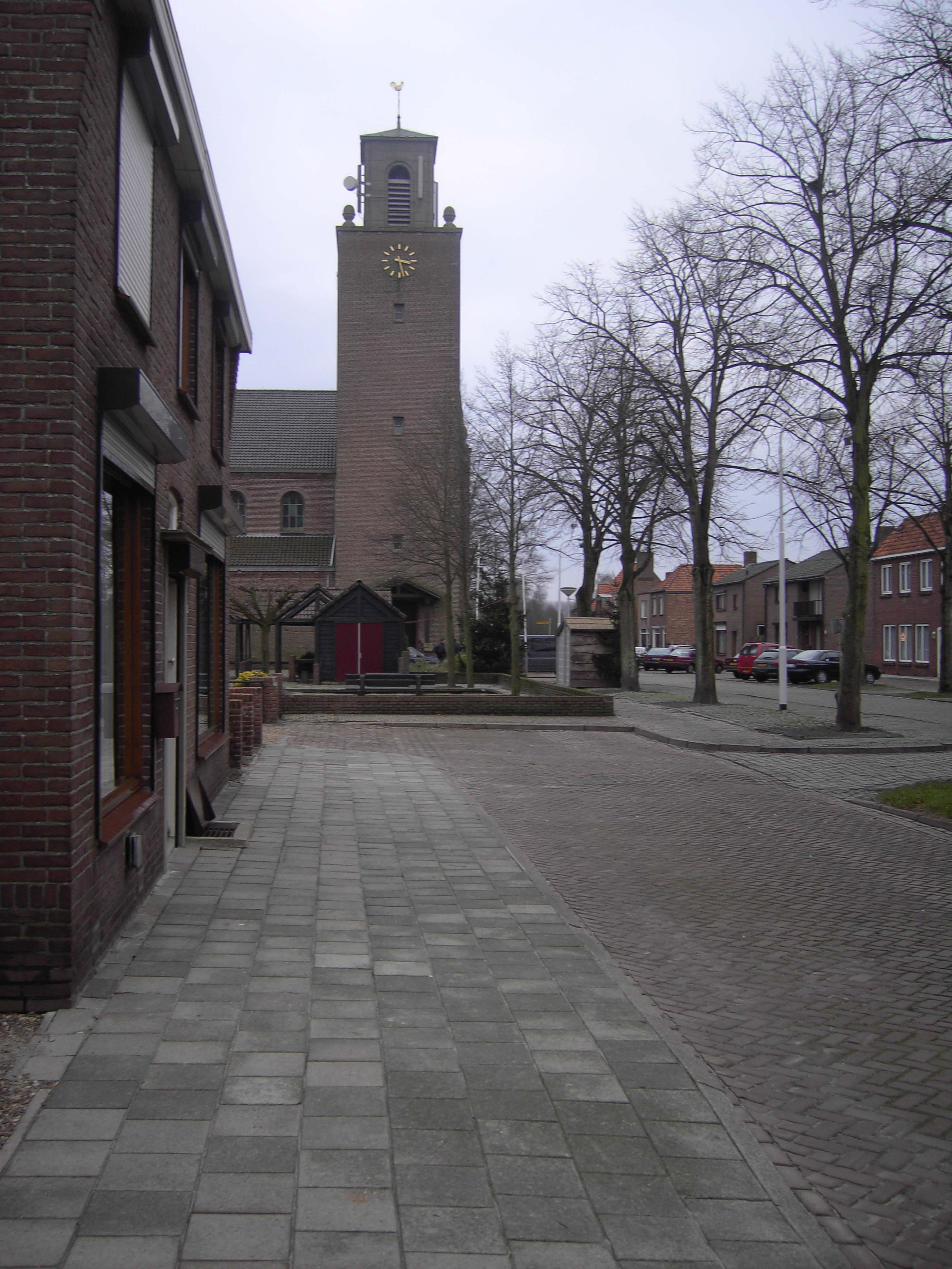
Maria Hemelvaartkerk

De Maria Hemelvaartkerk is de parochiekerk van het tot de Nederlandse gemeente Sluis behorende dorp Eede, gelegen aan Dorpsplein 5.

## Geschiedenis
Eede kende in de middeleeuwen twee parochies, Bewester Eede en Beooster Eede, met als parochiekerken respectievelijk de zich in Aardenburg bevindende Sint-Bavokerk en Mariakerk.
In 1651 werd te Eede een Hervormde kerk gebouwd te Beooster Eede, nadat het Beooster Eede-Hoogland van Sint Kruis was drooggelegd. Veel Calvinisten waren namelijk vanuit de Spaanse Nederlanden naar het noorden gevlucht. De katholieken moesten kerken in de Spaanse Nederlanden, en wel in de parochies van Sint-Laureins of Middelburg. Begin 19e eeuw ging de Hervormde gemeente van Eede op in die van het nabijgelegen Sint Kruis. Hun kerk werd aan de katholieken verkocht. In 1818 werd deze kerk ingezegend en werd gewijd aan Onze-Lieve-Vrouw Hemelvaart. In 1840 werd Eede een zelfstandige parochie. In 1848 werd een transept, een koor en een sacristie toegevoegd. In 1851 werd een nieuwe toren gebouwd.
Dit kerkje brandde af in 1912, waarna nieuwbouw volgde naar ontwerp van architectenbureau Oomen uit Oosterhout. Deze kerk werd in 1940 door oorlogsgeweld gedeeltelijk vernield. Men begon met het herstel doch in 1944, bij de bevrijding van Eede, werd ook de kerk totaal vernield.
Een nieuwe kerk werd in 1951 in gebruik genomen. Deze werd in 2013 onttrokken aan de eredienst.

## Gebouw
De kerk is gebouwd naar ontwerp van architectenbureau Oomen, in basilicastijl. De bakstenen kerk heeft twee lage zijbeuken en een naastgebouwde, vierkante toren met daarbovenop een veel kleinere, vierkante, klokkenverdieping.